# Richard Löhmann
Richard August Gustav Wilhelm Löhmann (* 21. Juli 1845 in Glückstadt; † 27. September 1913 in Hamburg) war ein deutscher Richter und Mitglied der Hamburgischen Bürgerschaft. 

## Leben
Löhmann studierte Rechtswissenschaften in Heidelberg, Berlin und Kiel und wurde 1863 Mitglied der Burschenschaft Allemannia Heidelberg. Im Dezember 1867 legte er das Amtsexamen in Kiel ab. Anschließend wurde er Assessor am Amtsgericht Altona, später am Landgericht Altona. 1872 war er alleiniger Bearbeiter des Nagelschen Konkurses am Amtsgericht Blankenese. Nach einer Station in Düsseldorf wurde er 1874 Staatsprokurator in Bonn und wirkte dort bis 1879. Zum 1. Oktober 1879 wechselte er in den hamburgischen Staatsdienst und wurde Richter am Landgericht Hamburg. 1883 wurde er Direktor am Landgericht. 1888 wechselte er zum Hanseatischen Oberlandesgericht und wurde 1905 Senatspräsident. 1910 wurde er Präsident des Hanseatischen Oberlandesgerichts. Er trat am 29. Februar 1912 in den Ruhestand.
Löhmann gehörte von 1889 bis 1907 der Hamburgischen Bürgerschaft als Abgeordneter an. Er war dort Mitglied der Fraktion der Rechten und von 1893 bis 1895 erster Vizepräsident. 1881 wurde er Ehrenmitglied der Burschenschaft Teutonia zu Kiel.